# Shun Suzuki
Shun Suzuki (japanisch 鈴木 俊 Suzuki Shun; * 29. April 1974 in der Präfektur Kanagawa) ist ein ehemaliger japanischer Fußballspieler.

## Karriere
Suzuki spielte in der Jugendmannschaft des Verdy Kawasaki. Suzuki begann seine Karriere 1993 beim Erstligisten Verdy Kawasaki. Mit dem Verein wurde er 1993 und 1994 japanischer Meister. 1996 wechselte er zum Zweitligisten Tosu Futures (Sagan Tosu). Für dem Verein bestritt er 50 Zweitligaspiele und schoss dabei ein Tor. 1999 wechselte er zu Sagawa Express Tokyo. 2006 beendete er seine Karriere als Fußballspieler.

## Erfolge
Verdy Kawasaki
- Japanischer Meister: 1993, 1994
- Japanischer Ligapokalsieger: 1993, 1994